# Église Saint-Matthias de Berlin
L'église Saint-Matthias est une église néogothique de Berlin, dans le quartier de Schöneberg. C'est l'une des paroisses catholiques les plus anciennes de la capitale allemande. Elle se trouve sur la place Winterfeldt. Sa flèche qui autrefois dominait Schöneberg et la Winterfeldtplatz n'a pas été reconstruite après la guerre.

## Histoire
Le directeur des cultes au ministère de la culture du royaume de Prusse, Matthias Aulike (1807-1865), reçoit 20 000 thaler pour la fondation d'une église catholique à la porte de Potsdam, à la condition que le curé soit originaire du diocèse de Münster, condition encore remplie aujourd'hui. Saint-Matthias est la quatrième église catholique à avoir été construite après Sainte-Edwige, Saint-Michel et Saint-Sébastien, à Berlin après la Réforme protestante. Elle est consacrée en 1868 et appartient d'abord comme filiale à la paroisse Saint-Pierre-et-Saint-Paul de Potsdam. Des huit-cents paroissiens au début, la paroisse compte bientôt dix mille paroissiens (en 1890) qui obtiennent son agrandissement en 1881. La nouvelle église est consacrée en 1895 sur la place Winterfeldt, la première église servant alors de chapelle. Elle prend le nom de chapelle Saint-Ludgerus en 1928, d'après le premier évêque de Munster. Elle abrite aussi aujourd'hui la communauté syriaque-orthodoxe de la ville.
L'église nouvelle Saint-Matthias, quant à elle, est construite à partir de 1893 par Engelbert Seibertz et consacrée le 24 octobre 1895 par le prince-évêque de Breslau, le cardinal Georg von Kopp. Son plan est en forme d'église-halle à trois nefs. Les intrados des fenêtres sont en grès, ainsi que les corniches, alors que le reste de l'édifice est en brique.

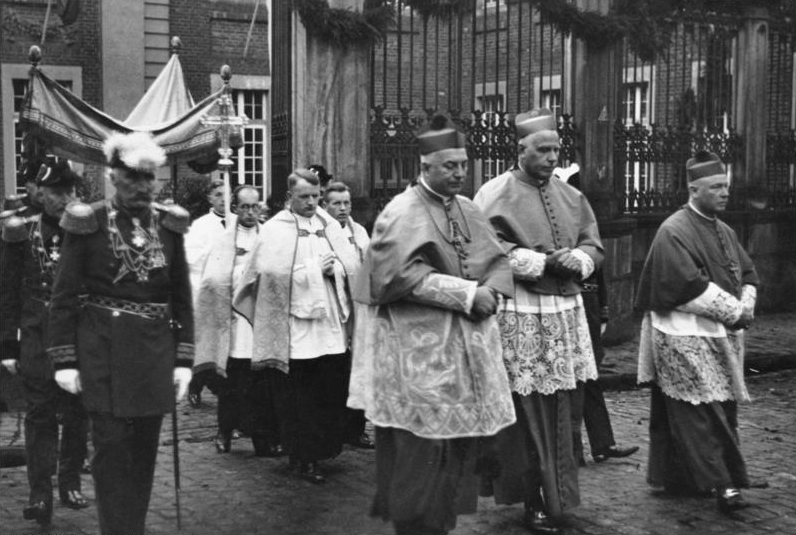
Consécration de Mgr von Galen (au milieu) comme évêque en 1933

L'église est fortement endommagée à la fin de la Seconde Guerre mondiale et les travaux de restauration ont lieu jusqu'en 1952. Le clocher, qui mesurait 90 mètres, est abaissé à 60 mètres, et la toiture est aussi abaissée. l'église est modernisée selon les nouvelles normes en 1989, avec vingt-deux vitraux d'Hermann Gottfried, placés de 1988 à 1993. On peut remarquer à l'intérieur un chemin de croix en cuivre, œuvre de Philipp Schuhmacher entre 1907 et 1915, ainsi que le portail Galen, l'ambon, et la croix du chœur (aujourd'hui dans la chapelle des défunts), œuvres d'Egino Weinert. Une madone du XVIIe siècle en provenance du Vorarlberg se trouve dans la chapelle Notre-Dame, à gauche du chœur, tandis qu'à l'orient, les fidèles peuvent vénérer des reliques de saint Matthias. C'est Clemens August von Galen (1878-1946), alors prêtre de l'église et béatifié en 2005, qui les a fait venir de l'abbaye Saint-Matthias de Trèves. Le futur lion de Munster fut vicaire ici de 1906 à 1911 et revint comme curé de 1919 à 1929.
C'est à l'église Saint-Matthias, église catholique la plus importante de Berlin-Ouest, qu'eut lieu une messe de requiem, au moment des funérailles du cardinal Alfred Bengsch, célébrées à Berlin-Est le 21 décembre 1979, alors que les Allemands de l'Ouest ne pouvaient se rendre à Berlin-Est. L'homélie fut prononcée par Mgr Joseph Ratzinger.

## Sources
- (de) Cet article est partiellement ou en totalité issu de l’article de Wikipédia en allemand intitulé « St. Matthias (Berlin) » (voir la liste des auteurs).